# Иванка Мавродиева
Иванка Тодорова Мавродиева е професор в Софийския университет „Св. Климент Охридски“, специалист по реторика, бизнес комуникация, комуникационни изследвания, връзки с обществеността и академично писане. Изследовател, блогър, консултант по PR, обучител по медийно поведение и презентационни умения.

## Биография
Иванка Мавродиева е възпитаник на СУ „Св. Климент Охридски“. Завършва българска филология във Факултета по славянски филологии на университета (1985), специализира реторика (1983 – 1985), дипломира се като магистър по връзки с обществеността към Факултета по журналистика и масова комуникация (1999); защитава докторска дисертация на тема „Парламентарното красноречие в България в XVIII, XIX и XX ОНС“ (1994), защитава докторат на тема „Политическата реторика в България: от митингите до онлайн социалните мрежи (1989 – 2011 г.) ” (2012).  Дисертацията ѝ за доктор на науките е свързана с политическата реторика в България след 1989 година, като обхваща ораторството от митингите и протестите до Web 2.0.
- Член е втори мандат на Executive Board of the Rhetoric Society of Europe – RSE [3]
- Член на изпълнителния съвет на US-China Foreign Language [4]
- Член на редакционната колегия на сп. „Чуждоезиково обучение“[5]
- Член на Съюза на българските журналисти
- Член на Българското дружество за връзки с обществеността [6]
- Лектор на „Денят на Бернайс“ като член на Българската асоциация за академична комуникация и преподавател в Софийския университет.
- Председател на Института по реторика и комуникации[7], съорганизатор на международни научни конференции:
  - 4th ESTIDIA Conference – Dialogues without Borders: Strategies of Interpersonal and Inter-group Communication, 29 – 30 септември 2017, Faculty of Philosophy, Sofia University „St. Kliment Ohridski“ Sofia, Bulgaria
  - Педагогическата комуникация: настояще и бъдеще; 2 – 3 февруари 2018 г., Национален дворец на децата – София.
- Главен редактор на електронното научно списание „Реторика и комуникации" („Rhetoric and Communications“).[8][9]
- Главен редактор на „Онлайн справочник по реторика“.[10]

## Книги
- „Парламентарното красноречие в България в XVIII, XIX и XX ОНС“ (2001)
- „Европейската и атлантическата интеграция в България. Реторически аспекти“ (2004)
- „Политическата реторика в България: от митингите до Web 2.0 (1989 – 2012)“ (2012)
- Бизнес комуникация: „Интервю за работа“ (2002)
- Презентационни умения: „Как да презентираме успешно?“ (2007)
- Комуникация и интернет: „Виртуална реторика: от блоговете до социалните мрежи“ (2010)

в съавторство с Йовка Тишева
- „Академично писане“ (2005)
- „Академична комуникация“ (2010)
- „Академично писане за докторанти и постдокторанти“ (2014)
- „От реферата до магистърската теза. Академично писане за студенти“ (2016)
- „Реторика и пъблик рилейшънс“ (2013)

Автор е на 120 статии в научни списания и сборници; 20 от които на английски, руски, френски, испански, сръбски език, както и в сборници от международни научни конференции, проведени в Холандия, Италия, Словения, Румъния, Украйна и др.
Съставител е на два сборника и една христоматия с ораторски речи:
- „Съвременни реторически практики“ (2010)
- „Образци на съвременното красноречие“ (2010)
- „Комуникации във виртуална среда“ (2010)